# Jacques Marcotte (homme politique)
Pour l’article homonyme, voir Jacques Marcotte.
Pour les articles homonymes, voir Jacques Marcotte et Marcotte.
Jacques Marcotte est un homme politique québécois. Il a été député caquiste à l'Assemblée nationale du Québec, représentant la circonscription de Portneuf de 2012 à 2014. Il était le porte-parole du deuxième groupe d’opposition en matière matière d’environnement, de développement durable, de faune et de parcs.

## Biographie
Jacques Marcotte est né à Sainte-Catherine-de-la-Jacques-Cartier, le 1er mai 1945. Il est le fils de Laurent Marcotte, commerçant, et de Carmelle Robitaille, employée en tenue de livres. Il a étudié à l'école secondaire de L'Ancienne-Lorette et de Saint-Joseph-de-Lorette, option sciences et lettres, jusqu'en 1965. Ensuite, il est devenu policier à la Sûreté du Québec. Il a suivi de nombreux cours de perfectionnement à l'Institut de police de Nicolet de 1965 à 1990, à l'Université de Montréal de 1966 à 1970, en sciences de l'administration à l'Université Laval en 1977, un cours sur le commerce des valeurs mobilières du Canada à Montréal en 1978 et des cours de perfectionnement de la Confédération des caisses populaires Desjardins de 1993 à 1995. À la Sûreté, il fut notamment patrouilleur, enquêteur, instructeur en criminalité des affaires à l'Institut de police du Québec de 1989 à 1999, chef de poste de 1990 à 1994 et attaché de liaison entre la Sûreté du Québec et le secrétaire québécois du Sommet du Québec en 1987.
Au niveau communautaire, il a été président du Club social Fort-Chimo (Kuujjuak) en 1972 et en 1973 et le Président-fondateur du 131e groupe de scouts et guides de 1976 à 1985.

### Vie politique
Il est devenu maire de Sainte-Catherine-de-la-Jacques-Cartier en 1996. Pendant qu'il a été maire, il a occupé plusieurs fonctions. Notamment, il a été vice-président du conseil d'administration de la Caisse populaire de Sainte-Catherine-de-la-Jacques-Cartier en 1995 et en 1996, préfet à la Municipalité régionale de comté (MRC) de la Jacques-Cartier de 2009 à 2012, membre du conseil d'administration de l'École de police du Québec de 1997 à 2000, membre du Comité consultatif de la vice-présidence au contrôle routier du ministère des Transports de 2000 à 2006, premier vice-président du Centre local de développement (CLD) de la Jacques-Cartier de 2002 à 2012, membre du conseil d'administration de la Mutuelle des municipalités du Québec de 2003 à 2010 et membre de l'exécutif de la Communauté métropolitaine de Québec en 2010 et en 2011.
Il se présente sous la bannière de la Coalition avenir Québec dans la circonscription électorale de Portneuf. Son principal adversaire est le député sortant Michel Matte du Parti libéral du Québec. Il remporte l'élection avec 12 605 votes soit 40,65 % du suffrage exprimé, une majorité de plus de 2 000 votes sur son rival,. Aux élections générales de 2014, il est battu par son ancien adversaire Michel Matte, devenant ainsi le cinquième député de suite échouant dans sa tentative de réélection dans la circonscription de Portneuf.